# San Marino i Eurovision Song Contest 2013
San Marino deltog i Eurovision Song Contest 2013 i Malmö i Sverige. De representerades av Valentina Monetta med låten "Crisalide". Bidraget slutade på elfte plats i sin semifinal och de kvalificerade sig därmed inte för finalen.

## Internt val
Den 15 november 2012 bekräftade SMTV sitt deltagande i tävlingen år 2013. Den 7 januari 2013 meddelade SMTV att man skulle avslöja sitt bidrag vid en presskonferens i slutet av samma månad. Samma dag avslöjades det i tidningen Giornale att flera artister hade kontaktat SMTV med intresse om att få representera landet. TV-bolaget utsåg en speciell kommitté bestående av tre musikexperter för att hjälpa till att välja bidrag. Enligt tidningen stod det mellan 4 kandidater, varav 2 som redan var internationellt kända. Det slutgiltiga valet gjordes av kommittén tillsammans med TV-bolaget.
Den 23 januari meddelade SMTV att man skulle presentera sin artist under en presskonferens den 30 januari. Även låtskrivarna till bidraget skulle närvara vid presskonferensen men endast låttiteln skulle avslöjas. Under programmet avslöjades det att landets representant skulle vara Valentina Monetta som hade representerat San Marino även året innan, då med låten "The Social Network Song". Denna gången skulle låten ha titeln "Crisalide". Låtskrivarna avslöjades som kompositören Ralph Siegel och textförfattaren Mauro Balestri. Lokal media fick dessutom möta de inblandade för intervjuer.
SMTV hade först planerat att presentera både artisten och låten under presskonferensen men valde att flytta fram publiceringen av bidraget. Låten och dess tillhörande musikvideo presenterades istället under ett TV-program, vilket sändes den 15 mars.

## Rykten
Den 20 december 2012 rapporterades det om att Lys Assia, den första vinnaren av Eurovision Song Contest någonsin (1956), kunde komma att representera San Marino. I den sanmarinska tidningen Giornale publicerades nyheten den 3 januari 2013 efter ytterligare tecken på att det kunde ligga något i spekulationerna. Assia ska ha nekat till att representera ett annat land i ESC men förväntades komma med stora nyheter i slutet av januari som tydde på att hon trots allt skulle komma att vara delaktig i ESC 2013 på något sätt. Det visade sig den 30 januari att Assia skulle vara en speciell gäst vid tävlingen.

## Vid Eurovision
San Marino lottades till att framföra sitt bidrag i den första halvan av den andra semifinalen den 16 maj 2013 i Malmö Arena. Man slutade på elfte plats och gick inte vidare till final.